# 22 Pułk Piechoty (PSZ)
22 Pułk Piechoty (22 pp) – oddział piechoty Polskich Sił Zbrojnych w ZSRR.

## Formowanie i zmiany organizacyjne
Na podstawie rozkazu Dowódcy Polskich Sił Zbrojnych w ZSRR z dnia 5 stycznia 1942 roku w dniach 13-22 stycznia do miejscowości Kermine wyruszyły zawiązki organizacyjne z Buzułuku, Tatiszczewa i Tockoje. W dniu 27 stycznia 1942 roku rozpoczęto formowanie 22 pułku piechoty, dyslokowanego z dniem 28 tycznia do rejonu stacji kolejowej w Kermine na terytorium Uzbeckiej Socjalistycznej Republiki Radzieckiej, w składzie 7 Dywizji Piechoty. Oddział był organizowany według etatów brytyjskich. W błotnistej o tej porze okolicy w budowanych przez ochotników i poborowych namiotach i lepiankach rozpoczęto organizację jednostki. Od 8 lutego wstępujący do pułku żołnierzy otrzymywali umundurowanie wzoru brytyjskiego. Nastąpił napływ licznych poborowych i byłych żołnierzy z terenów całego ZSRR wyniszczonych głodem i pracą ponad siły w obozach, miejscach przymusowego osiedlenia oraz z więzień. Wraz z nimi pojawiła się bardzo duża grupa ludności cywilnej, wszyscy przybywający podatni byli na choroby zakaźne. W wyznaczonym garnizonie z uwagi na panujące warunki klimatyczne, zły stan zdrowia wcielanych ochotników i poborowych i brak środków sanitarnych, w lutym wybuchła epidemia tyfusu plamistego. Przez okres lutego i marca 1942 roku pułk zajmował się organizacją wcieleń żołnierzy, polepszaniem warunków sanitarno-epidemiologicznych. W związku z prowadzoną I ewakuacją części Armii Polskiej w ZSRR na Bliski Wschód w dniu 29 marca 1942 roku z pułku wyjechało 5 oficerów i 607 szeregowych. W szeregach pozostało 68 oficerów i 525 szeregowych, jednocześnie trwało dalsze wcielanie do pułku poborowych i ochotników. W kwietniu do jednostki napłynęła żywność z Wielkiej Brytanii, a z 5 DP otrzymano niewielką ilość uzbrojenia strzeleckiego. 1 czerwca 1942 stan osobowy pułku osiągnął 93 oficerów i 1027 szeregowych. Jednocześnie gorący klimat i epidemia chorób układu pokarmowego oraz malaria dziesiątkowały szeregi żołnierzy pułku. Prowadzone jest tylko szkolenie w ograniczonym zakresie. W związku z całkowitą ewakuacją z terenu  ZSRR, w drugiej połowie lipca rozpoczyna się likwidacja garnizonu 22 pułku i wyjazd w ostatnich dniach lipca do Bazy Ewakuacyjnej w Krasnowodzku. Z dniem 5 sierpnia 1942 roku drogą morską pułk przybył do Pahlawi w Iranie, jego stan osobowy wynosił wówczas 99 oficerów i 1990 szeregowych. Na plaży w Pahlawi nastąpiło przemundurowanie żołnierzy pułku w sorty tropikalne i przeszli tam kwarantannę. Chorzy żołnierze zostali przewiezieni do szpitali w Pahlevi i Teheranie, natomiast większość żołnierzy pułku w okresie od 16 sierpnia do pierwszych dni września zostaje sukcesywnie przewiezionych do Khanaqin w Iraku i zakwaterowani w namiotach na pustyni. W nowym miejscu postoju żołnierze są poddani opiece sanitarnej i doprowadzeni do lepszej kondycji zdrowotnej. Sukcesywnie pułk otrzymuje uzbrojenie i rozpoczyna szkolenie. Z żołnierzy pułku zostaje utworzona drużyna piłki nożnej, będąca później zrębem drużyny 8 Brygady Strzelców i 7 DP oraz WKS Gryf. Od 7 do 13 grudnia 1942 następuje rozformowanie 22 pułku piechoty i przekazanie żołnierzy w większości do szeregów 7 i 8 Brygad Strzelców 7 Dywizji Piechoty, a część do innych jednostek Armii Polskiej na Wschodzie.

## Żołnierze pułku
Dowódca pułku:
- ppłk Stanisław Krajewski (28 I – 13 XII 1942[6])

Zastępca dowódcy pułku:
- mjr Karol Dyszyński[3]

Dowódcy batalionów:
- Dowódca I batalionu – mjr Feliks Merka[3]
- Dowódca II batalionu – kpt. Stefan Sowa[7]
- Dowódca III batalionu – kpt. Władysław Chwojnowski[7]
- Dowódca batalionu ckm – kpt. Władysław Woyno[7]